# 14 de janeiro na Igreja Ortodoxa

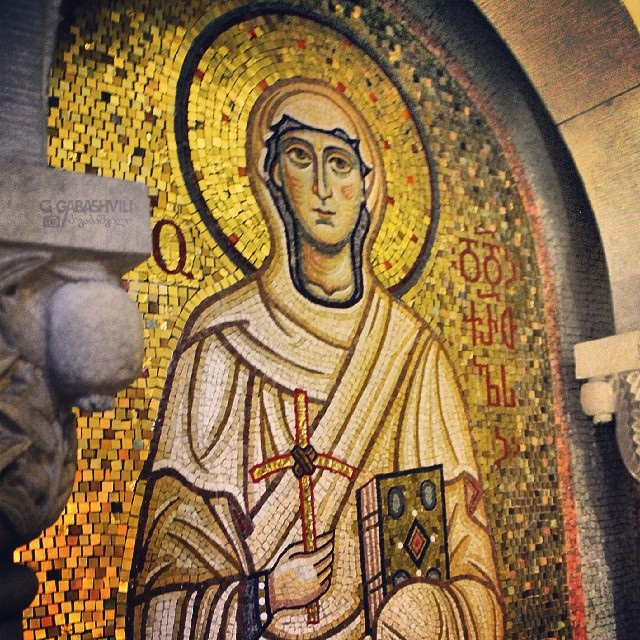
Mosaico de Santa Nino no Mosteiro de Samtavro, em Misqueta.

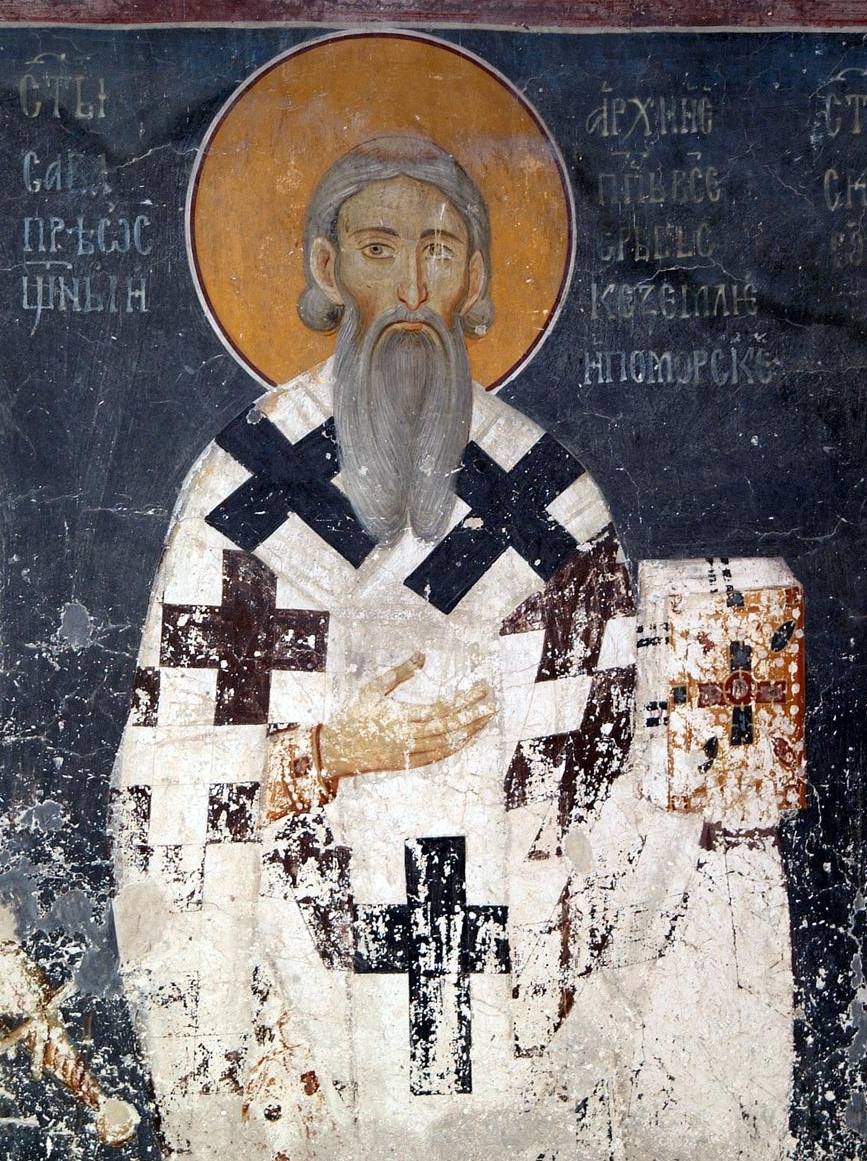
Ícone de São Sava da Sérvia no Mosteiro de Studenica.

Esta página trata das comemorações relativas ao dia 14 de janeiro no ano litúrgico ortodoxo.
Todas as comemorações fixas abaixo são comemoradas no dia 27 de janeiro pelas igrejas ortodoxas sob o Velho Calendário. No dia 14 de janeiro do calendário civil, as igrejas sob o Velho Calendário celebram as comemorações listadas no dia 1 de janeiro.

## Festas
- Apódose da Santa Teofania de Nosso Senhor, Deus e Salvador Jesus Cristo (Batismo do Senhor)[1][2]

## Santos
- Virgem-Mártir Agnes, em cela solitária[3]
- São Félix de Nola, presbítero em Nola, às vezes referido como mártir (c. 250)[4]
- Santa Nino da Geórgia, Igual-aos-Apóstolos, Iluminadora da Geórgia (335)[1][5][6]
- Santos Padres mortos em Sinai e Raithu (séculos III a V)[1][7][8][9][10]
  - Hieromártires Isaías, Savas, Moisés e seus discípulos Moisés, Jeremias, Paulo, Adão, Sérgio, Dono, Proclo, Hipácio, Isaque, Macário, Marcos, Benjamim, Eusébio, Elias e outros[11]
- São José Analitino de Raithu, repousado pacificamente (século IV)[1][12]
- Santo Eufrásio, bispo martirizado no Norte da África pelos vândalos arianos[9][4]
- São Teodulo, filho de São Nilo do Sinai (século V)[1][13][14]
- São Dácio, Bispo de Milão (552)[4]
- São Mungo (Kentigern Mungo), primeiro Bispo de Strathclyde (Glasgow) (614)[1][15][16]
- Venerável Estêvão, Abade do Mosteiro de Chenolakkos na Triglia, perto de Calcedônia (716)[1][17][18]
- São Sava da Sérvia, Iluminador e Primeiro Arcebispo da Sérvia (1235)[1][19][20]
- São Joanício de Tarnovo, Metropolita de Tarnovo (século XIII)[21]
- Santo Acácio, Bispo de Tver (1567)[22][23]
- São Melécio (Yakimov), Bispo de Riazan, Missionário na Iacútia (1900)[1][24][25]
- Novo Mártir Ambrósio (Gudko), Bispo de Sarapul e Yelabug (1918)[25][26]
- Novo Mártir Platão (Kuhlbusch), Arcebispo de Reval (1919)[26][27]
- Novos Mártires do Mosteiro de Raithu perto de Kazan (c. 1933)[1][26]
- Novo Hieroconfessor João (Kevroletin), Hieromonge-Schema de Verkhoturye, Sverdlovsk (1961)[1][24]

## Outras comemorações

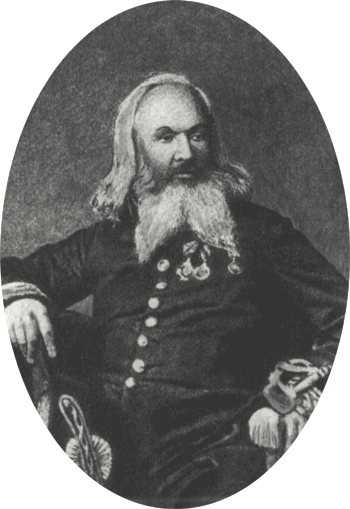
Nikolai Motovilov.

- Repouso de Nikolai Motovilov (1879), discípulo do Venerável Serafim de Sarov.[1]
- Repouso do Hieromonge Cosme de São Gregório, Missionário no Zaire (1989)[1][28]